# 亀井正夫
亀井 正夫（かめい まさお、1916年4月20日 - 2002年6月23日）は、日本の実業家。住友電気工業元社長、会長。関西国際空港株式会社元会長。住友老壮会会長。社会経済生産性本部元会長。国鉄再建監理委員会委員長。政治改革推進協議会会長。「新しい歴史教科書をつくる会」の賛同者。新しい日本をつくる国民会議元会長。勲一等旭日大綬章受章。

## 来歴
1916年兵庫県神戸市生まれ。旧制第一神戸中学校から岡山の旧制第六高等学校を経て1939年東京帝国大学法学部卒業。同年住友本社入社。1946年住友電気工業入社。1973年社長、1982年会長を経て1991年相談役に就任。1992年日本生産性本部会長。2001年より住友老壮会会長となる。この間、旧国鉄の再建監理委員会委員長として分割民営化に尽力。また政治改革推進協議会（民間政治臨調）会長として、小選挙区制導入に大きな影響力を発揮した。

## 国鉄改革
1981年から1983年まで第二次臨時行政調査会の第3部会長として、地方行政組織、許認可、補助金問題などに取り組む。それが終わった途端に、臨時行政調査会の土光敏夫会長から国鉄再建監理委員会の委員長を頼まれた。当時の国鉄は累積債務37兆円に達していた。亀井が国鉄再建監理委員会の委員長を引き受けると、脅迫状や脅迫電話が大量に押し寄せた。また予算委員会、運輸委員会など、国会には36回出て、野党議員のいやがらせ質問も受けた。当時30万人の国鉄が、私鉄並みの生産性を発揮するには、18万3千人体制にしなければならず、定年などの自然退職を除くと、約9万人を整理する必要があった。亀井は「国労と動労を解体しなければダメだ。戦後の労働運動史の終焉を、国鉄分割によってめざす」（『文藝春秋』1985年9月号、内藤国夫「国鉄落城前夜の修羅場」）と公言していたので社会党などの野党や国労は、亀井が「首切り」に来たと批判をした。
亀井は「人員がだぶついて大赤字になっているのだから人員の配置転換はする、しかし一人も路頭に迷うものは出さない」と明言し、全国の経営者協会や府県知事などに国鉄職員の再雇用を頼んで歩いた。1987年4月1日、国鉄は地域別の旅客6社（JR東日本、JR西日本、JR東海、JR北海道、JR四国、JR九州）、そして貨物部門のJR貨物に分割民営化された。さらに37兆円の過去の債務のうち、36兆円を切り離して国鉄清算事業団に負担させ、事業団は国鉄の遊休地とJRの株を売却することで、債務の圧縮を図ることとなった。

## 逸話
1945年8月6日、亀井は法務見習い士官として、広島城内の天守閣近くにある将校宿舎にいた。当日朝、原子爆弾が投下される。この場所は爆心地からわずか340メートルの至近距離であった。この時他の9人の同僚はすべて圧死、亀井だけが偶然に梁と梁の間にはさまって、圧死をのがれた。しかし終戦を経て8月末になると、放射線の影響で頭髪がすべて抜け落ち、40度の高熱が続き、医者は「もう、だめだ」と思ったという。しかし、翌年3月には奇跡的に健康も回復し、大阪に戻って住友電気工業に採用された。被爆者手帳を持っており、子供が生まれた際に放射線の影響があるかもしれないという心配から、真っ先に体の状態を確認し、正常であったので安堵したという。

## 栄典
- 1976年 藍綬褒章
- 1986年 勲一等瑞宝章
- 1994年 勲一等旭日大綬章[1]

## 著書
- 『和魂洋才のすすめ』（致知出版社）
- 『改革への道−−経営と行革』（東京創元社）などがある。